# Шотландська висловуха кішка
Скоттіш-фолд, Шотландська клаповуха (англ. Scottish fold, SFS) — порода кішок з характерною будовою вушних раковин, які загнуті вперед і вниз. Причиною незвичайної зовнішності цих кішок є генна мутація. Якщо у кошенят породи шотландська клаповуха до певного віку вуха залишаються прямими, то вони отримують назву шотландські прямовухі (скоттіш-стрейт).

## Історія
Родоначальницею породи була біла кішка, що з'явилася на фермі в Шотландії в 1961 році. Подібні мутації виникали й раніше, однак ніхто раніше не займався розведенням таких тварин, і вони зникали.
Розведення шотландських капловухих має певні складності. При схрещуванні двох капловухих кішок виникають аномалії будови кістяка, що призводять до численних хвороб тварини. Такі кішки не життєздатні. Тому необхідно шотландську капловуху спаровувати з кішкою з прямими вухами. Бажано, щоб ці короткошерсті кішки з нормальними вухами (стрейти) були отримані від капловухої кішки й від кішки з нормальними вухами. Таких кішок у Європі до 2005 року записували як британських короткошерстих, чим робили велику шкоду як британській, так і шотландській породі, а з 2005 року стрейти визнані не лише допоміжним інструментом для розведення капловухих кішок (фолдів), а офіційною породою, яка має свої стандарти й іменується шотландська прямовуха (скоттіш стрейт). Виведений довгошерстий різновид — фолди-хайленди, залишаються поки що досить рідкісними. Скоттіш фолд сьогодні вельми популярна порода. Їхні стандарти затверджені в багатьох фелінологічних організаціях (ТІСА, WCF, CFA й інших).

## Характер
Шотландські клаповухі також відомі своїми чудовими манерами і доброзичливістю. Вони дуже добре адаптуються до різних умов життя, чи то в квартирі, чи в домі з великим двором. Вони часто полюбляють спостерігати за тим, що відбувається навколо, зручніше за все сидячи на підвищенні, звідки мають хороший огляд.
Характерною рисою цих котів є їхня здатність бути незалежними, але при цьому вони завжди прагнуть до близькості з власниками. Вони не нав'язливі, але з радістю будуть шукати ласки, коли захочуть. Їхня спокійна вдача і м'який характер роблять їх чудовими компаньйонами для людей, які шукають спокійного і ввічливого друга.
Крім того, шотландські клаповухі мають низький рівень скидання шерсті, що робить їх хорошим вибором для людей, які мають алергію на котячі волоски. Зазвичай вони дуже охайні й швидко привчаються до туалету.

## Зовнішній вигляд
Кішки шотландської капловухої — це тварини середньої величини, округлих ліній, близькі за типом до британської короткошерстої. Кістяк розвинений помірно. Тіло коротке, округле, приосадкувате, мускулясте, міцне. Ноги середньої довжини. Має однакову ширину у грудях та крижах. Грудна клітка широка. Кінцівки середньої довжини. Лапи акуратні, округлі. Пальці рухливі. Хвіст від середнього до довгого, рухливий, товстий біля основи, рівномірно звужений до кінчика. Перевага надається довгому.
Голова округла, масивна, із сильним підборіддям і розвиненими щелепами. Подушечки вібрисів округлені, добре розвинені. Щоки повні. Щелепи широкі. Ніс короткий, широкий, з невеликою сіделкою. Допускається легке заглиблення на переході від чола до носа. Перевага надається якомога меншим і щільно складеним вухам. Вуха спрямовані вниз і вперед. Поставлені таким чином, що створюють враження круглої голови. Нахилена вперед частина вуха повністю закриває вушний отвір. Вуха не виступають за контури голови. Кінчики вух заокруглені. Очі великі, широко відкриті, округлені, досить широко розставлені. Шия коротка.
Шерстяний покрив існує у двох варіаціях: короткошерстий і напівдовгошерстий. Короткошерстий скоттіш фолд має шерсть коротку, м'яку, густу, пружну, неприлеглу. Текстура варіюється залежно від забарвлення, географічних і кліматичних особливостей.
Довгошерстий скоттіш фолд має шерсть від середньої довжини до довгої (перевага надається рівномірно довгій). Колір очей, мочка носа й подушечки лап повинні відповідати забарвленню.

### Забарвлення
Скоттіш фолд має дуже широкий діапазон забарвлень. Вони можуть бути однотонними (білі, чорні, сірі, кремові), мати різноманітні відтінки і візерунки, такі як тигрові, мармурові або з різними плямами. Одним з найпопулярніших варіантів є "рідкісне" забарвлення з блакитними чи сріблястими відтінками. Завдяки великій різноманітності забарвлень, шотландці можуть виглядати дуже елегантно та неповторно.

## Світлини

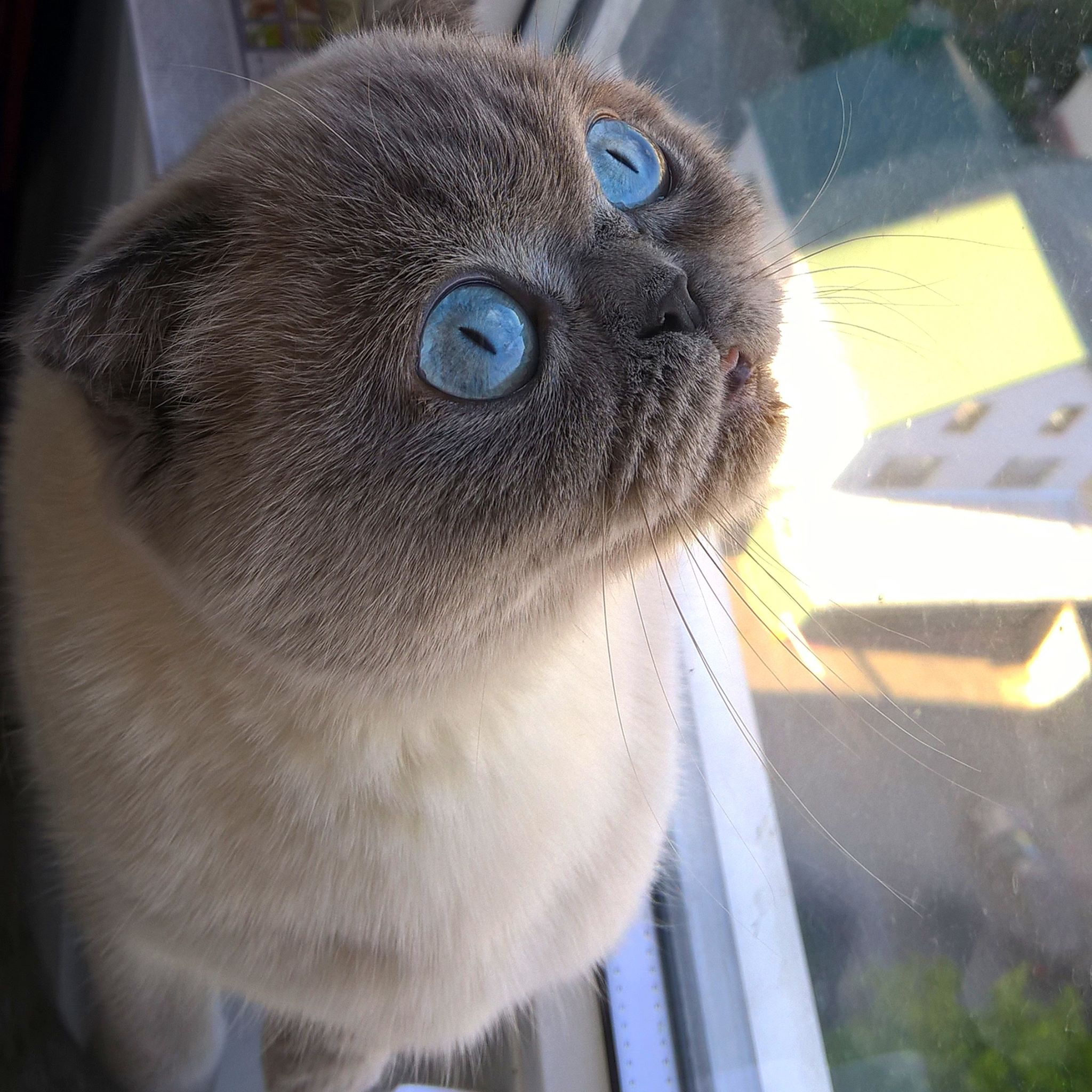
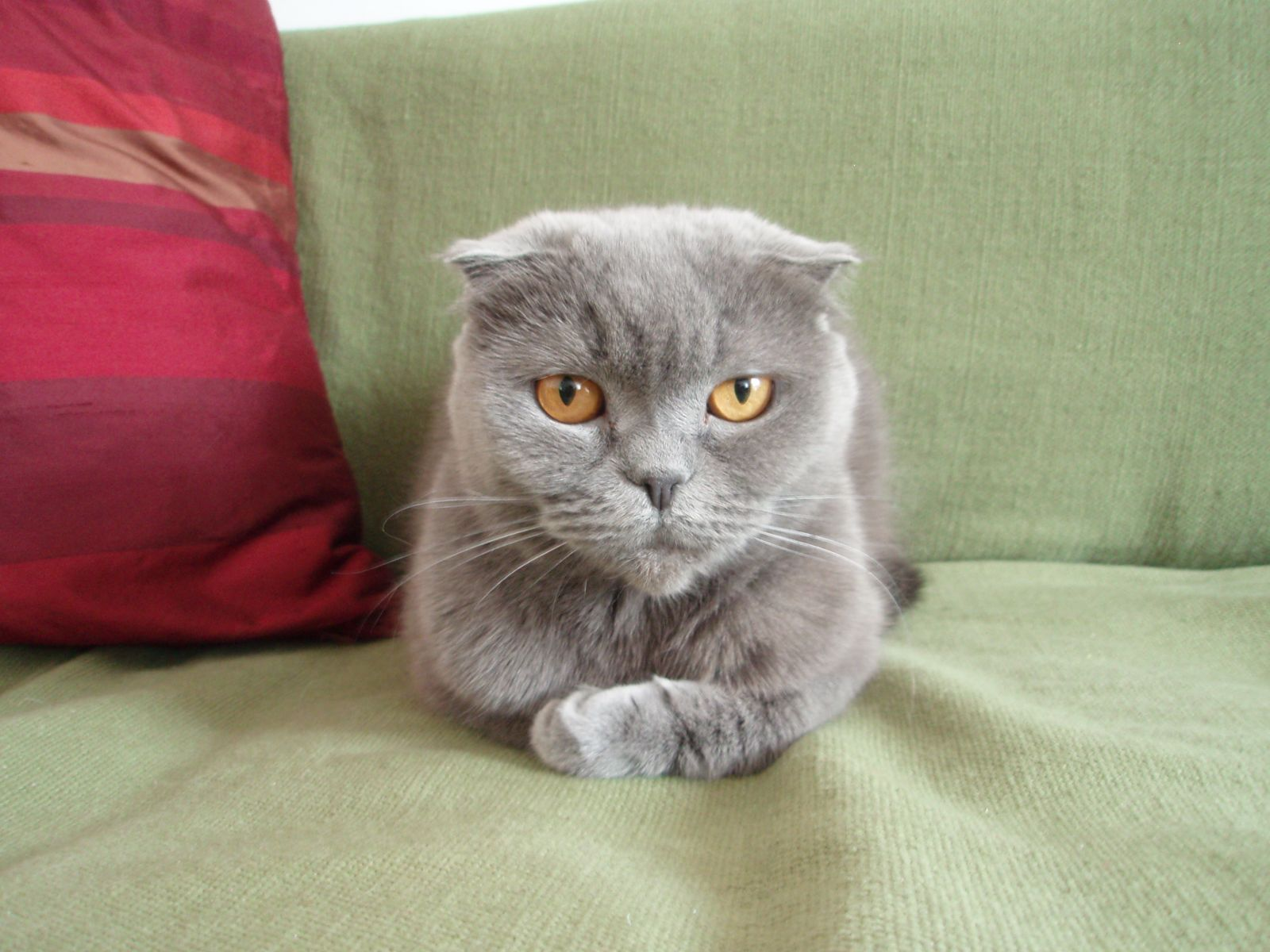
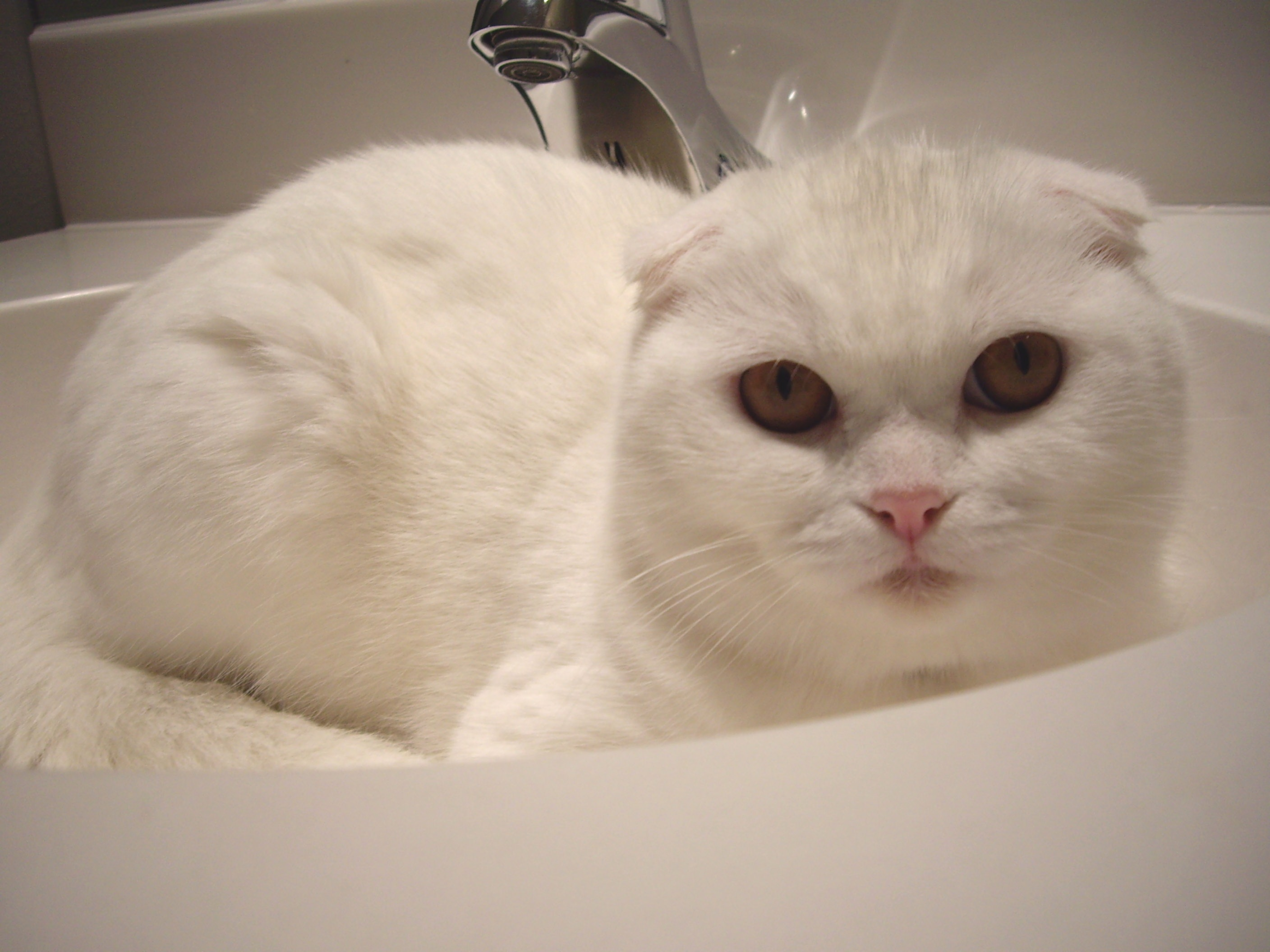
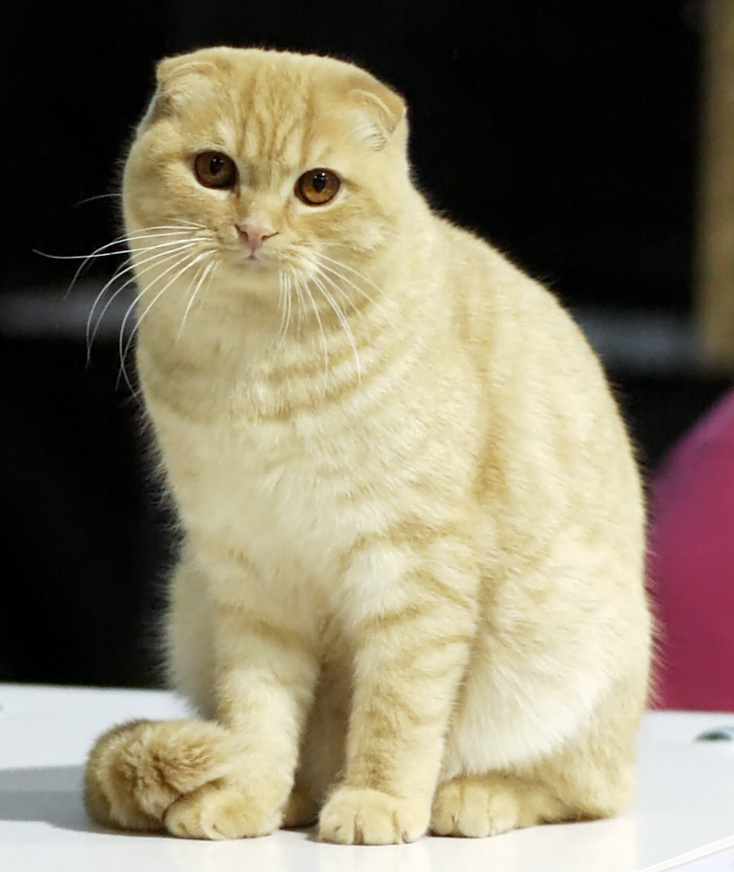
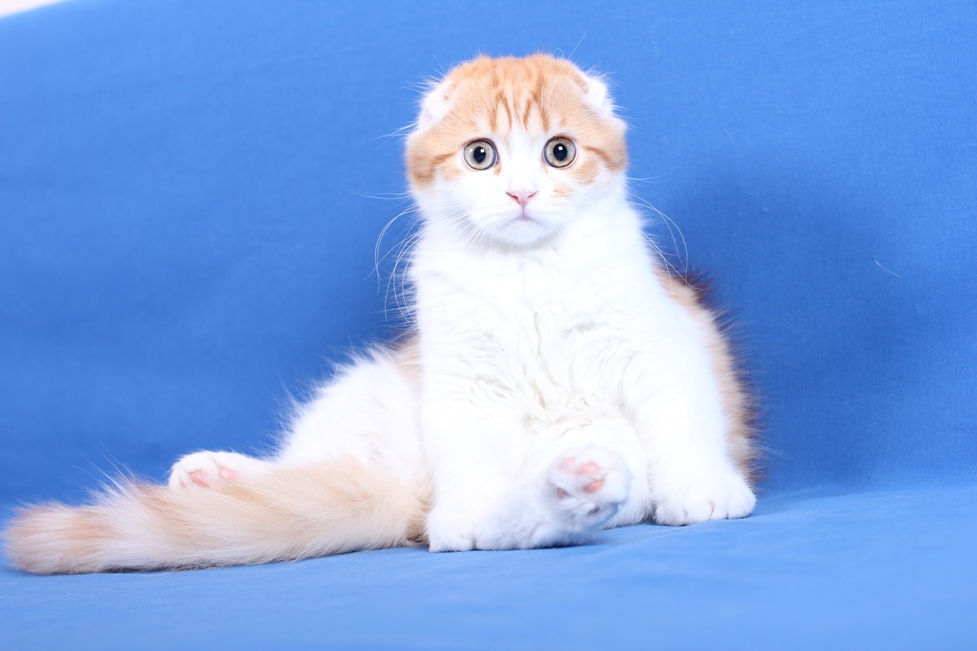
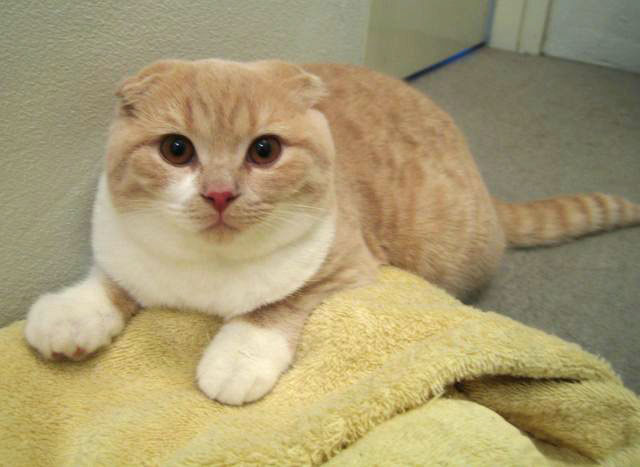
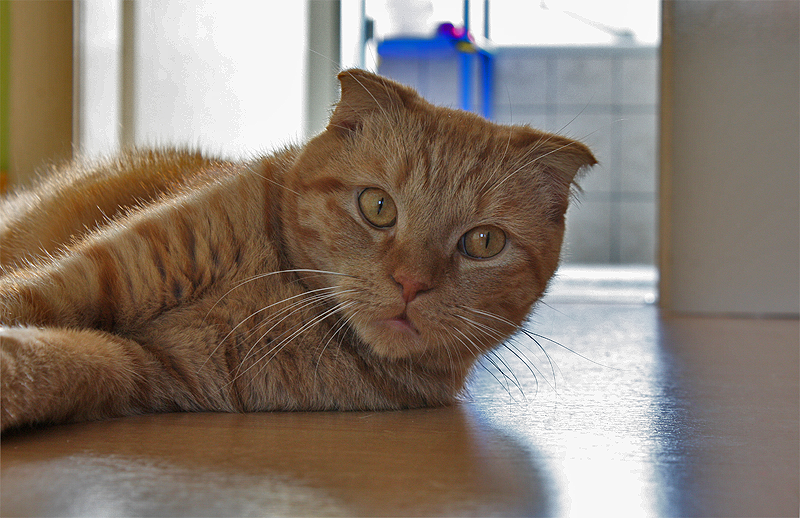
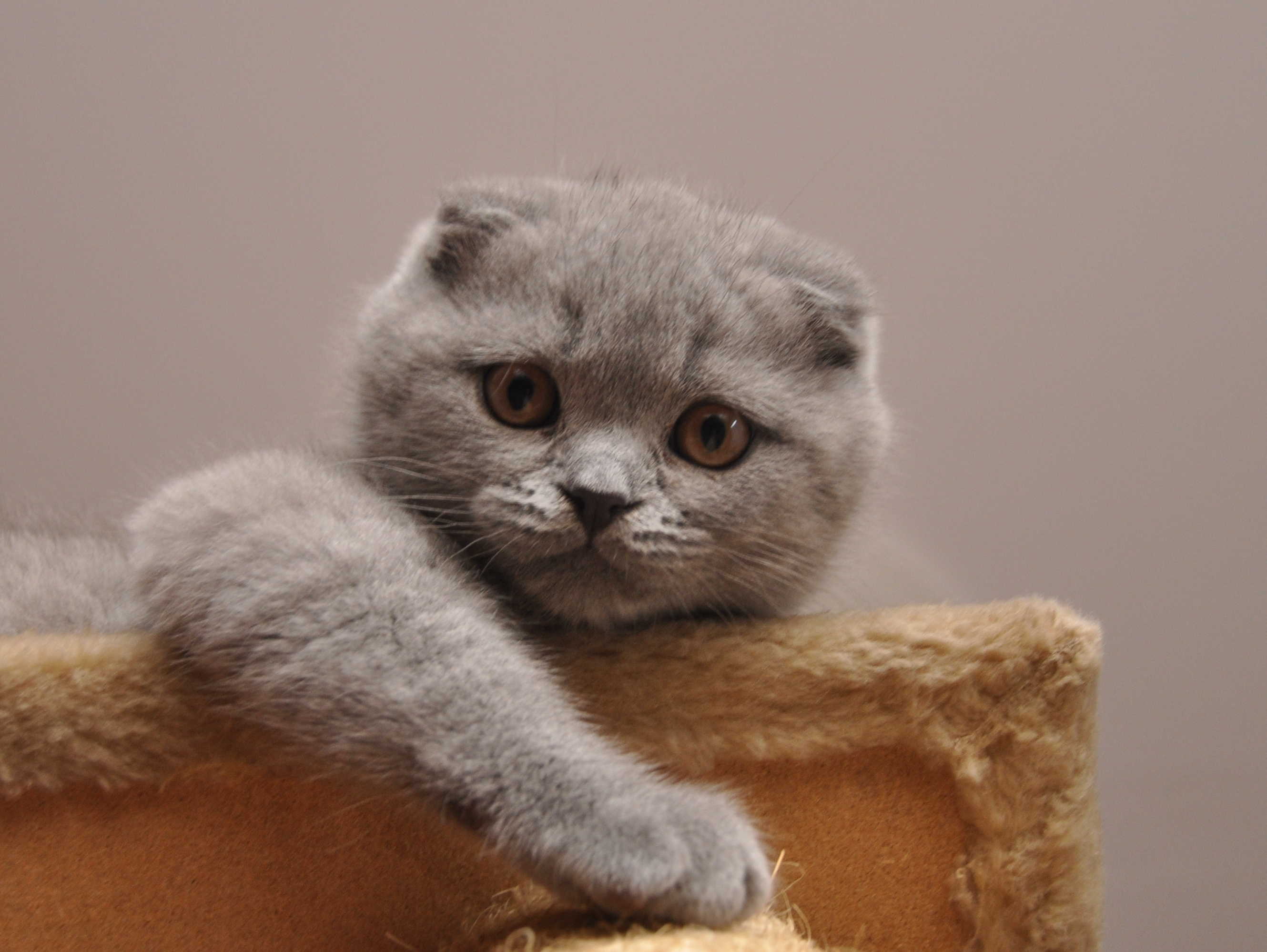
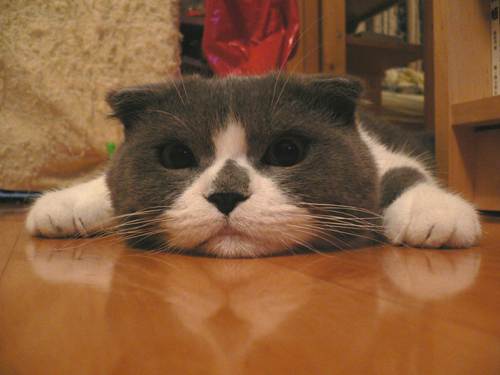
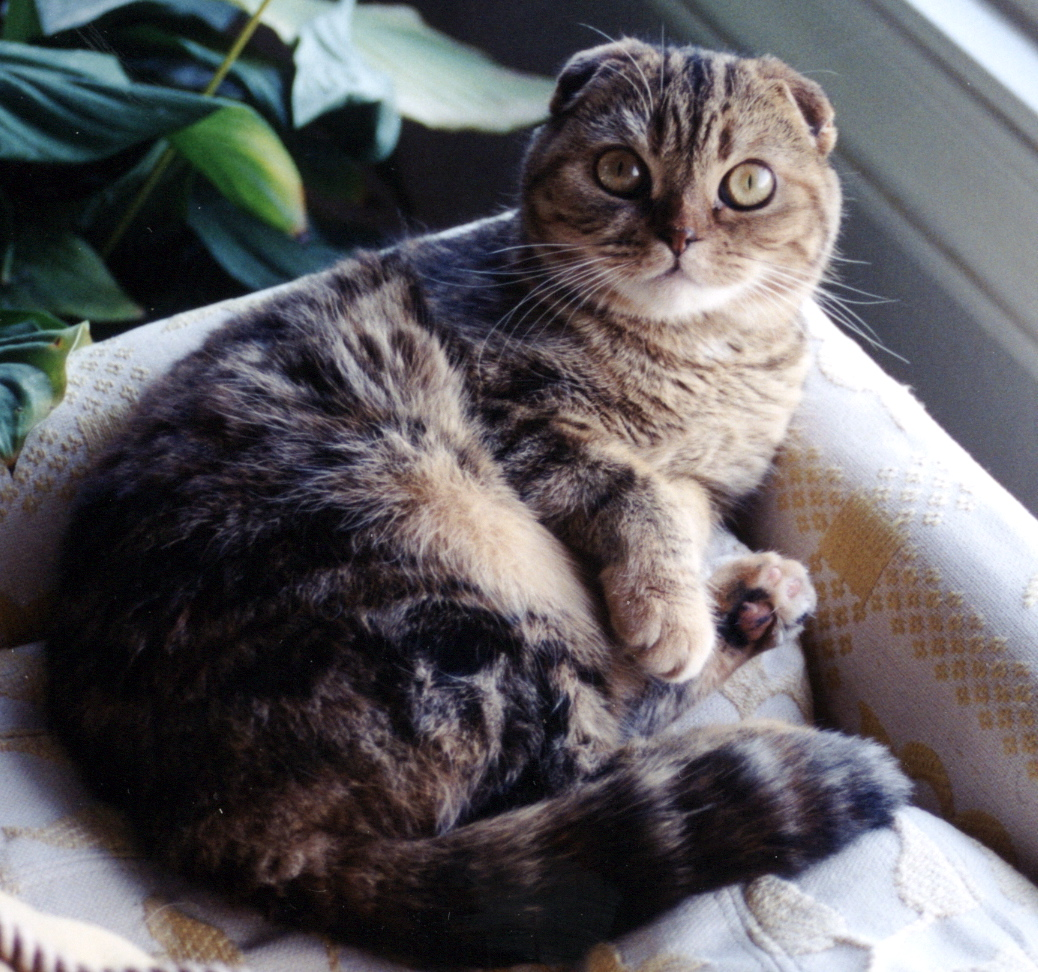
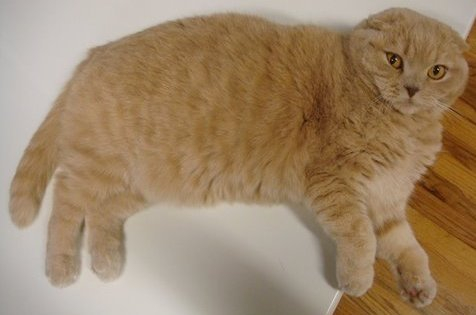